# Фудзивара-но Таканобу
Фудзивара-но Таканобу (яп. 藤原隆信, 1142[…], Киото — 19 марта 1205) — известный японский художник конца XII века, ведущий портретист Японии этого времени. Мастер стиля японской живописи ямато-э.

## Произведения
Сохранились три портрета, среди которых:
- Портрет военного деятеля и чиновника Тайра-но Сигэмори (XII век);
- Портрет сёгуна Минамото-но Ёритомо (XII век). Впервые применена техника ярких цветных многоугольников на темном фоне, оказавшая большое влияние на последующую японскую живопись.

Портрет Минамото-но Ёритомо, 1179
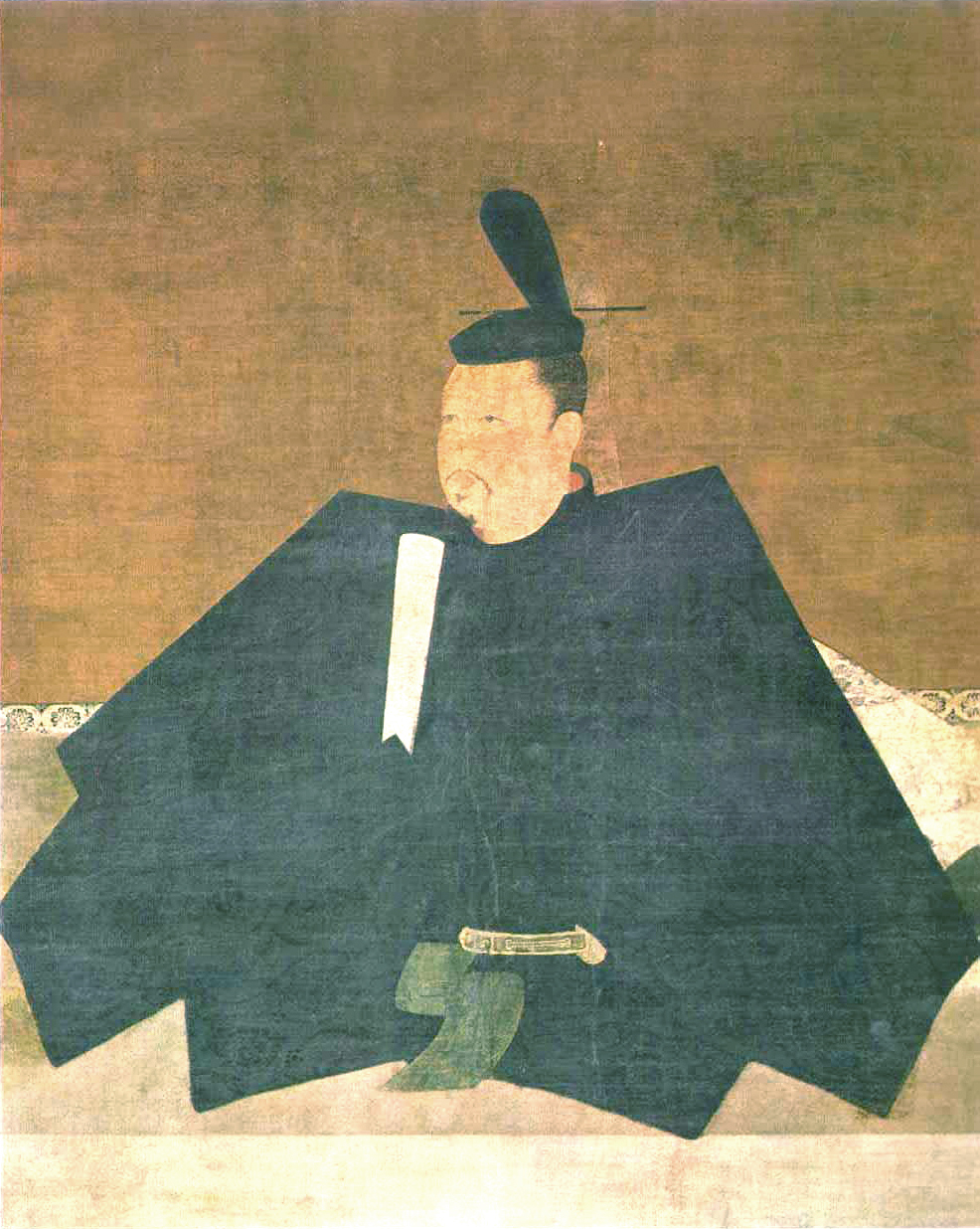
Портрет Тайра-но Сигэмори